# Jean Raffarin
Jean Raffarin, né le 23 mars 1914 à Vouzailles (Vienne) et mort le 17 janvier 1996 à Chasseneuil-du-Poitou (Vienne), est un homme politique français. Il est le père de Jean-Pierre Raffarin, Premier ministre de 2002 à 2005.

## Biographie
Propriétaire-exploitant à Vouzailles dans le Mirebalais près de Poitiers, maire de cette commune de la Vienne (y succédant à son père) et conseiller général de l'ancien canton de Mirebeau, président de coopératives agricoles, Jean Raffarin est élu député de la Vienne en 1951 sous l'étiquette « Indépendant paysan ». Du 19 juin 1954 au 23 février 1955, il est secrétaire d'État à l'Agriculture du gouvernement Pierre Mendès France auprès du ministre Roger Houdet. Il siège à l'Assemblée nationale jusqu'en 1955.
Au Gouvernement, il s'occupe de doper les ventes de lait, alors en surproduction. On dit qu'il est à l'origine de l'initiative de Pierre Mendès France d'offrir un verre de lait quotidien aux enfants des écoles publiques, ce qui sera l'un des symboles de sa nouvelle politique.
Une fois achevée sa brève période gouvernementale, il reprend en main ses propres affaires. Il fonde en 1959 avec l'aide de quelques amis une coopérative laitière à Chasseneuil-du-Poitou. Installé au lieu-dit Bonnillet, l'usine prend peu après le nom de Bonilait. Pour ses besoins propres, la coopérative acquiert ensuite plusieurs dizaines d'hectares, ainsi qu'une solide maison de maître du XVIIIe siècle entourée d'un parc et baptisée « Le Logis ». Il est membre du Conseil économique et social de 1960 à 1979.
Président de l'Association centrale des Laiteries coopératives des Charentes et du Poitou, il crée en 1966 la Confédération française de la Coopération agricole, dont il est le premier président, devenue « Coop de France » en 2003.
Son nom a été donné à une école primaire de Mirebeau, dans la Vienne, et à la salle de restauration collective gérée par l'ADUCPRO installée dans l'ensemble administratif 20 rue de la providence à Poitiers.
Il est inhumé au cimetière de Chasseneuil-du-Poitou (Vienne).

## Enfants
- Jacqueline Raffarin (1938).
- Gérard Raffarin (1939), membre de la Chambre de commerce et d'industrie de la Vienne.
- Françoise Raffarin (1947), épouse Vilain, directrice générale de la Chambre de commerce et d'industrie de la Vienne (1989), nommée membre du Conseil économique et social le 31 octobre 2002 (section des finances, préside la Délégation aux droits des femmes et à l'égalité des chances).
- Jean-Pierre Raffarin (1948), Premier ministre de mai 2002 à mai 2005.